# Philibertia velutina
Philibertia velutina är en oleanderväxtart som beskrevs av Goyder. Philibertia velutina ingår i släktet Philibertia och familjen oleanderväxter. Inga underarter finns listade i Catalogue of Life.